# Šarganska osmica
Šarganska osmica (in serbo Шарганска осмица?, Šarganska osmica) – nota anche con la traduzione inglese Šargan Eight – è una ferrovia turistica situata in Serbia, con diramazione in Bosnia ed Erzegovina.

## Storia
I binari giungevano al confine bosniaco di Vardište già dal 1906 quando le Ferrovie Statali di Bosnia ed Erzegovina (BHStB) terminarono la costruzione della linea nota come "Ferrovia Orientale Bosniaca - Bosnische Ostbahn" che giungeva da Sarajevo. Nel 1912 le ferrovie statali serbe (SDŽ) completarono la linea per la città di Užice, termine del collegamento da Stalać a sua volta proveniente da Belgrado. Per la conformazione del territorio, entrambe le linee erano armate con scartamento bosniaco di 760 mm.
La costruzione di una ferrovia di collegamento tra Užice e Vardište venne avviata nel 1916, quando in seguito alle vicende della campagna di Serbia nell'ambito della prima guerra mondiale entrambe le città erano parte dell'Impero austro-ungarico. I lavori vennero sospesi in seguito al crollo di una galleria che causò la morte di circa duecento prigionieri italiani e russi che vi stavano lavorando.
Il neonato Regno dei Serbi, Croati e Sloveni ne riprese la costruzione nel 1921, completandola nel 1925. Il tracciato permise l'istituzione di un'importante via di comunicazione che collegava la capitale Belgrado ai porti adriatici di Ragusa e Zelenica. 
A seguito del programma di razionalizzazione delle ferrovie Yugoslave, che a partire dagli anni '60 puntò alla conversione in scartamento ordinario o rimozione della rete a scartamento ridotto, nel 1974 venne sospeso il traffico lungo la tratta, causando regressione economica nell'area montana attraversata dalla stessa.
A partire dal 1994 un'associazione locale del villaggio di Mokra Gora avviò il progetto per la ristrutturazione della ferrovia, ottenendo il coinvolgimento della società ferroviaria Železnice Srbije e del governo guidato dal primo ministro Zoran Đinđić. La riapertura della ferrovia a scopo turistico-ricreativo avvenne nel 2003 e risollevò l'economia locale. Nel 2005 un'area di 10 813 ettari attorno al tracciato della ferrovia venne dichiarata parco naturale e nel 2011 venne inaugurata la prosecuzione per Višegrad, in Bosnia ed Erzegovina.

## Caratteristiche

### Percorso
| Unknown route-map component "KBHFxa" |

| Unknown route-map component "tSTRa" |

| Unknown route-map component "tSTRe" |

| Station on track |

| Station on track |

| Station on track |

| Continuation forward |

Il tracciato della ferrovia attraversa un'area montana impervia superando il dislivello di 300 m del passo di Šargan con diversi tornanti, 5 ponti e 22 gallerie. Un punto in particolare, dove due tornanti elicoidali si sormontano tra loro, è soprannominato "otto" (in serbo осам / osam) poichè ricorda visivamente il numero "8". La distanza complessiva tra la stazione di partenza situata a Mokra Gora e quella di arrivo nel villaggio di Vitasi è di 15440 m a fronte di una distanza in linea d'aria di circa 4 km.
Da Mokra Gora origina la tratta "Rzav-Drina" che varca il confine con la Bosnia ed Erzegovina e discende la valle del Rzav fino a Višegrad: il servizio di trasporto verso questa città è organizzato solo occasionalmente.

## Traffico
Nel 2017 la ferrovia trasportò 75 000 passeggeri, un terzo dei quali stranieri.

## Materiale rotabile

### Materiale trazione
Lungo il percorso vengono usati due tipi di locomotive: a vapore e termiche.
Sulla ferrovia sono presenti due locomotive a vapore appartenenti al tipo IVa5 poi JDЖ 83, il più significativo per le ferrovie a scartamento ridotto della rete Bosniaca e Serba. La locomotiva utilizzata per il viaggio inaugurale del 1 settembre 2003 fu la 83-173  mentre successivamente giunse anche la 83-052. Quest'utlima nel 2025 è stata oggetto di una revisione presso le officine di Banovići in Bosnia ed Erzegovina con un successivo rientro in servizio a partire dall'autunno. 
Altre locomotive a vapore presenti sulla linea sono una tipo 25 proveniente dalla rete industriale di Banovići e una piccola locomotiva per servizi boschivi utilizzata nei primissimi anni di servizio. Da menzionare è la presenza di molte altre locomotive monumentate in prossimità della linea.
Per la trazione diesel, sono disponibili alcune locomotive diesel-idrauliche del tipo L45H di costruzione rumena della FAUR, si tratta delle locomotive usate in prevalenza in quanto la trazione a vapore viene impiegata in occasioni particolari ad eccezione del periodo estivo dove il rischio incendio è elevato e il vapore è bandito.

### Materiale rimorchiato
Il treno è composto da vagoni di varia tipologia. Sono presenti sia carrozze d'epoca orginali, di costruzione austriaca o yugoslava, sia vagoni turistici che hanno gli interni in legno e riproducono nello stile quelli della prima metà del XX secolo.

## La ferrovia nella cultura di massa
Il treno è denominato "Носталгија" (serbo, in italiano nostalgia), ma è più comunemento noto come "Жирo / Ćiro" (serbo, deriva dal verbo Ćir "bollire" e può essere tradotto come "bollitore") dal termine popolare utilizzato in Bosnia e Serbia per riferirsi ai treni a vapore della rete a scartamento ridotto.. La Bosnia ed Erzegovina fu servita per quasi un secolo eslcusivamente dalla rete a scartamento 760 mm sia statale sia privata. L'attaccamento della popolazione a questa ferrovia è ancora molto sentito specie nelle aree montate e agricole, sebbene i giovani non abbiano mai vissuto il rapporto con questo tipo di trasporto che è scomparso tra il 1960 e il 1980 consegnando l'intera Yugoslavia delle comunità remote alla mobilità su gomma, auto propria o autobus e camion.
A breve distanza dalla stazione di Mokra Gora si trova il villaggio di Drvengrad, fatto costruire dal regista cinematografico Emir Kusturica per girarvi il film del 2004 La vita è un miracolo. Il protagonista della pellicola è un ingegnere che progetta la costruzione di una ferrovia turistica nell'area. La ferrovia è stata coinvolta attivamente nel film portanto anche alla costruzione della fermata panoramica di Golubići.

## Galleria d'immagini

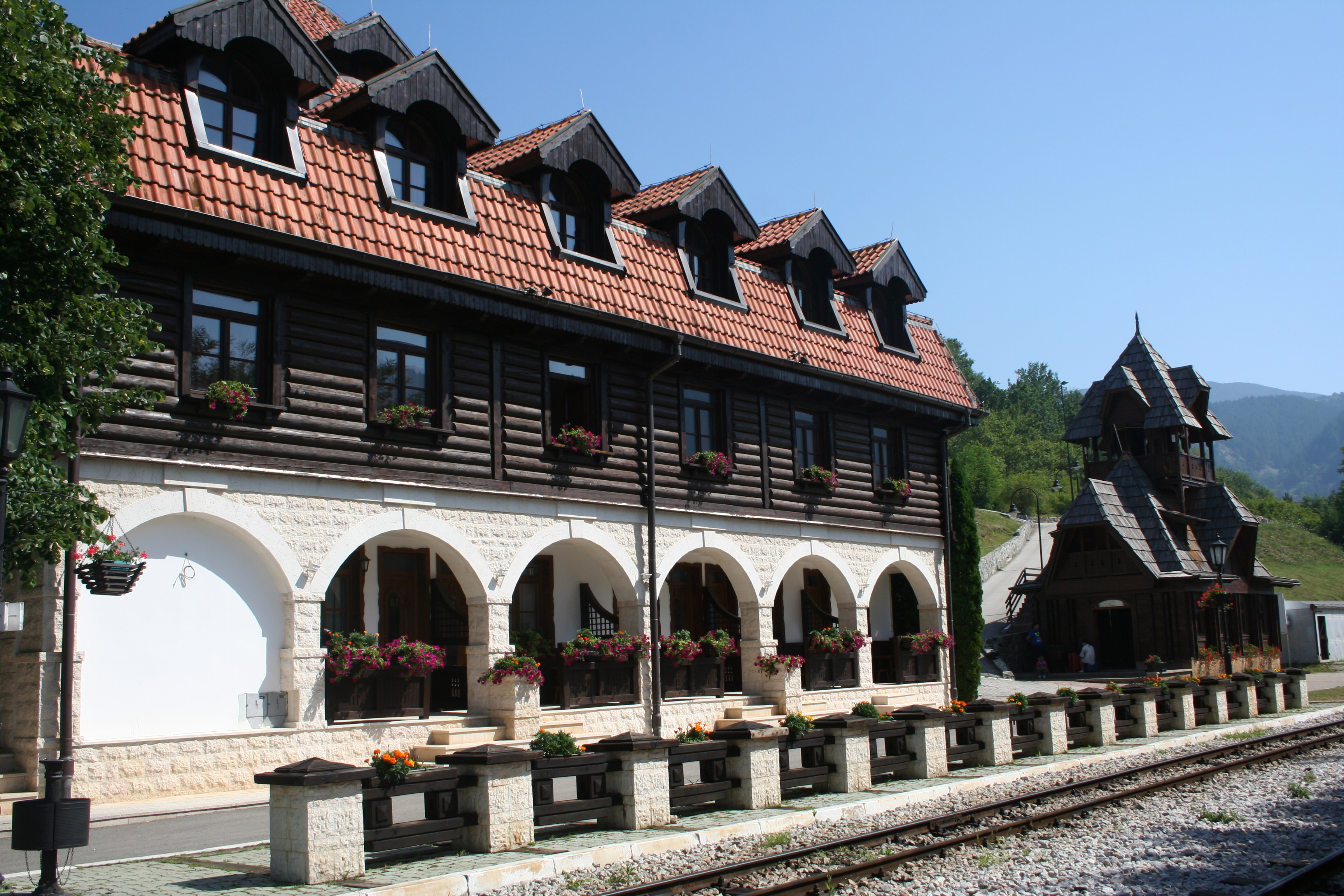
La stazione di partenza a Mokra Gora.
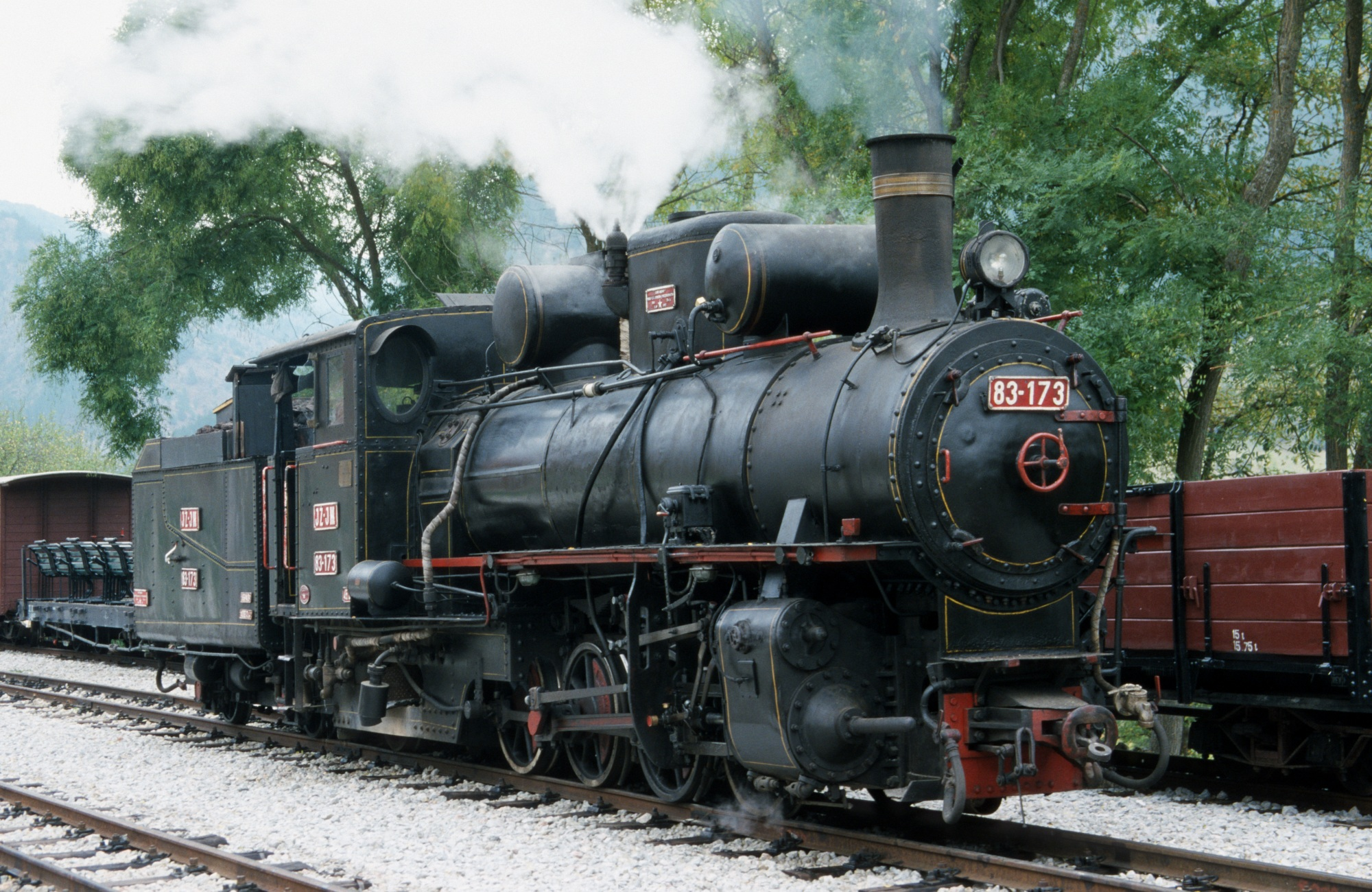
La locomotiva ЈЖ 83-173.
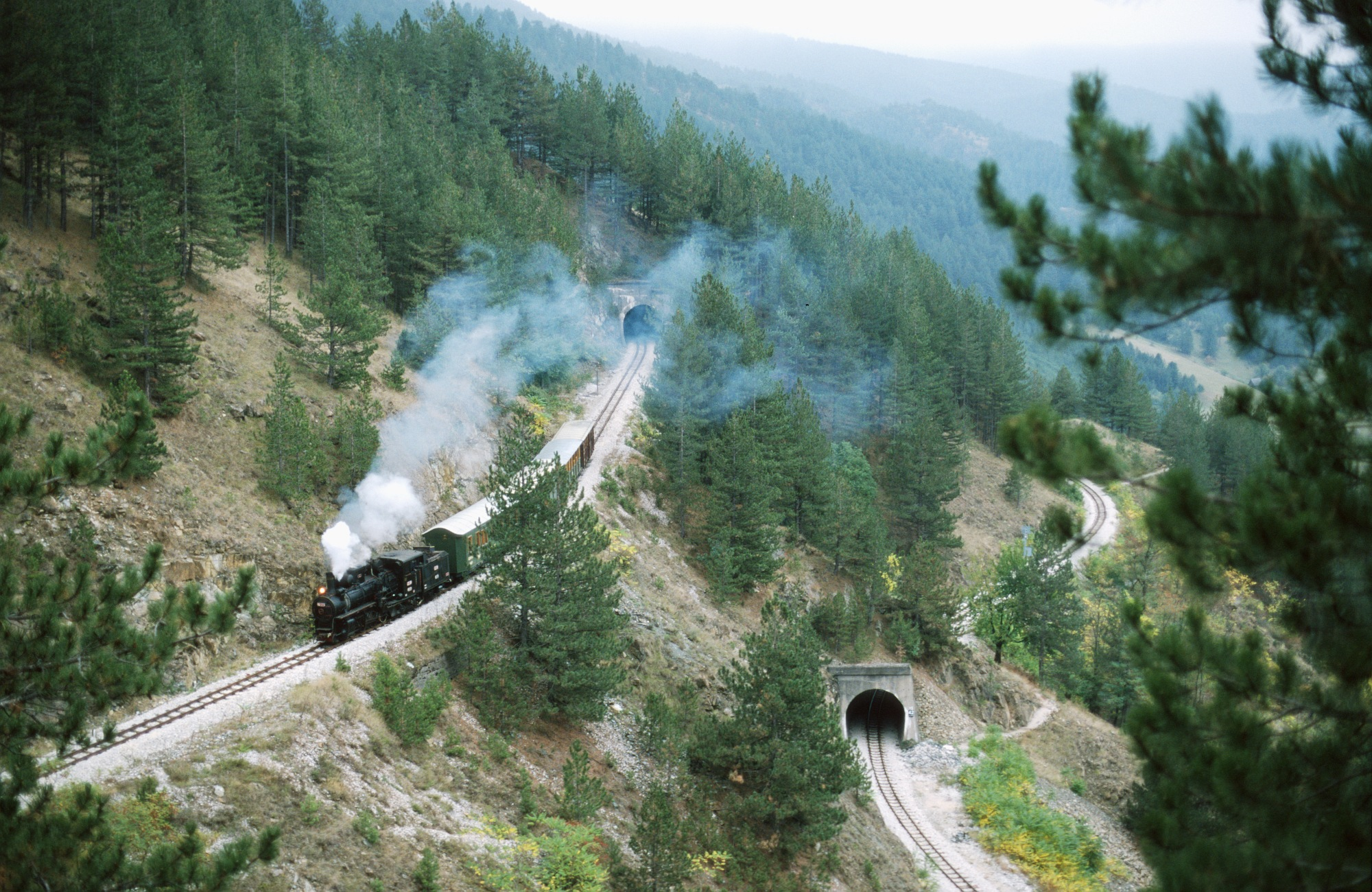
Gallerie della ferrovia turistica.
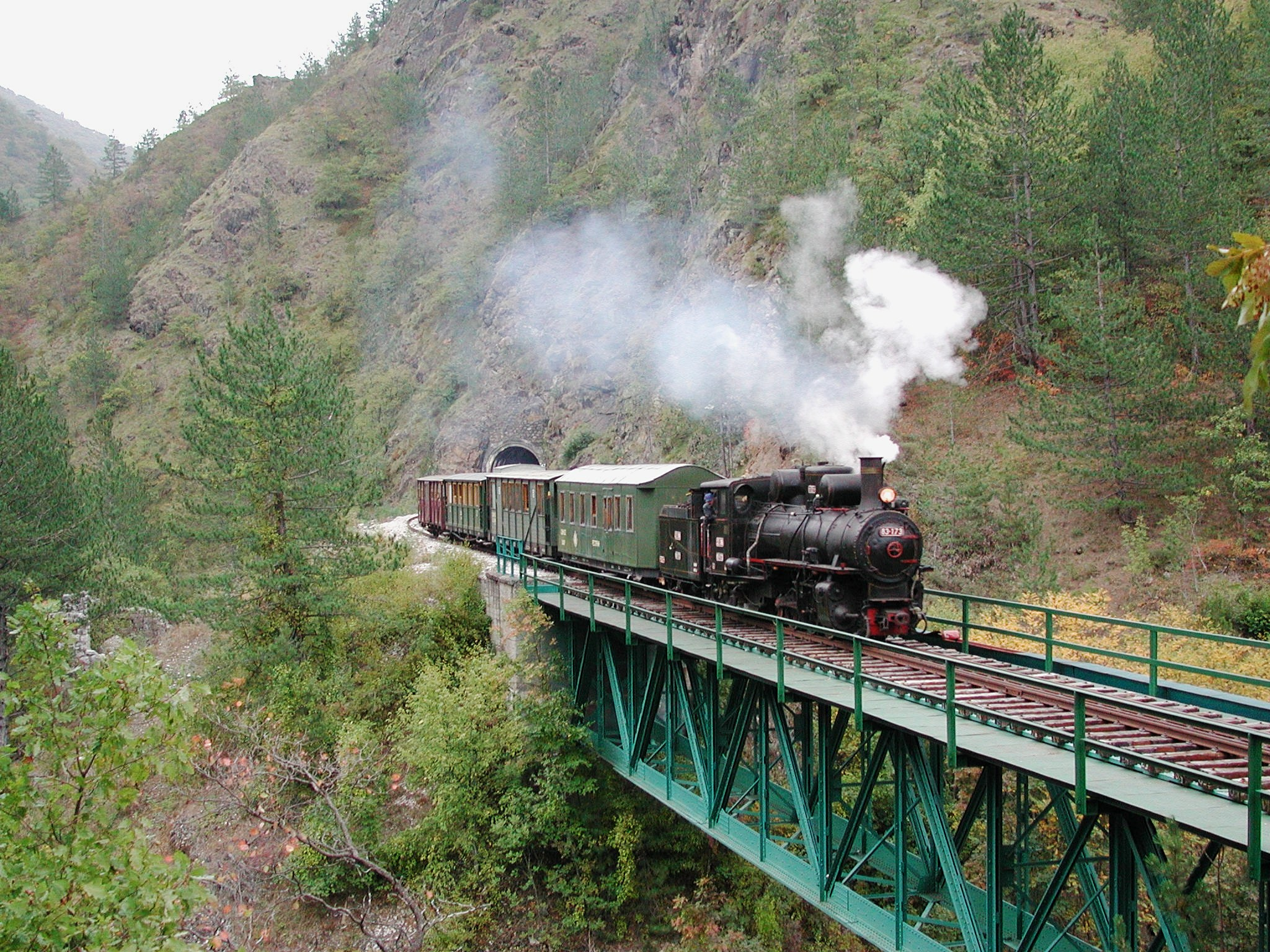
Un ponte della ferrovia turistica.
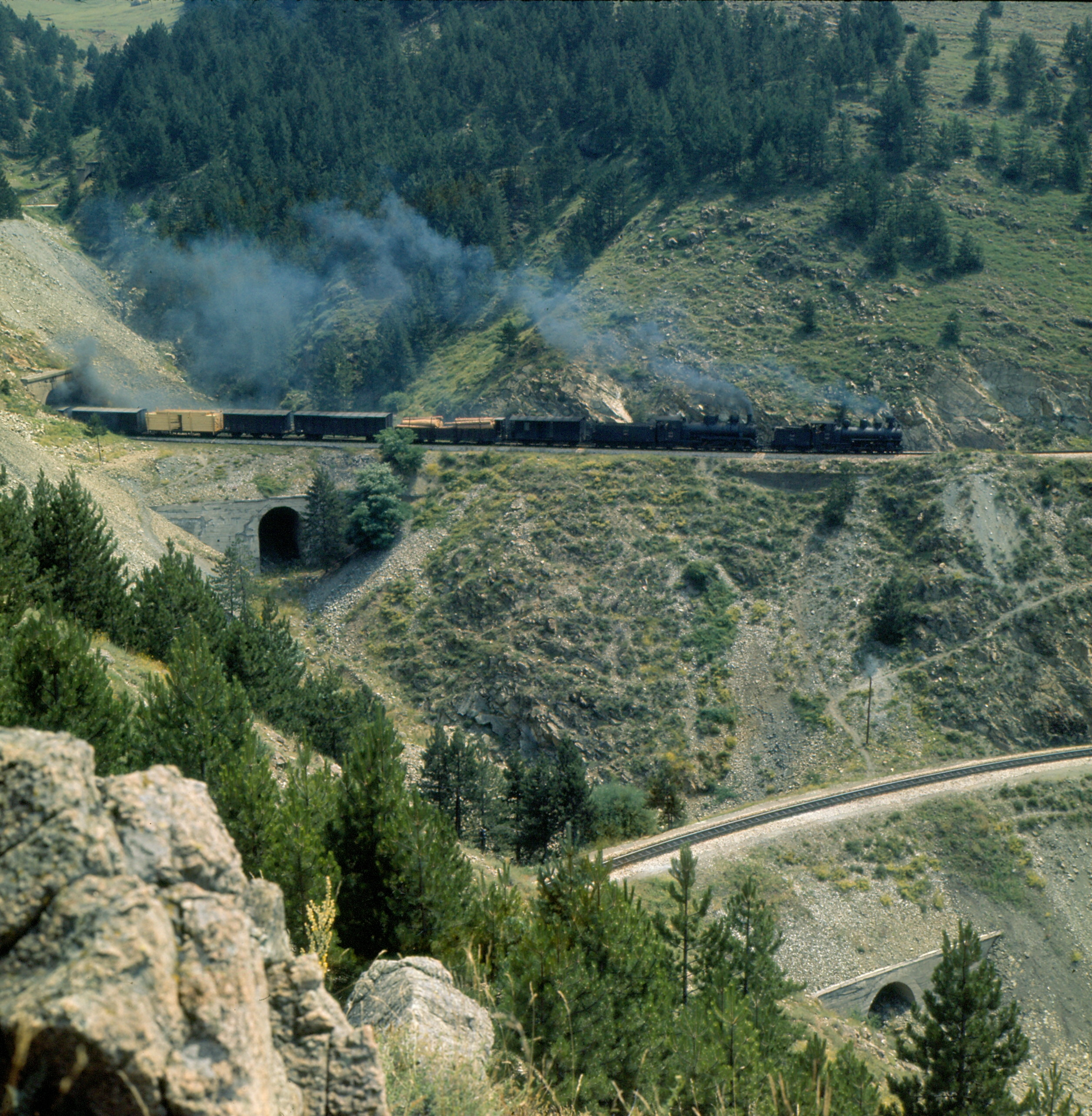
Treno in transito nel 1970.
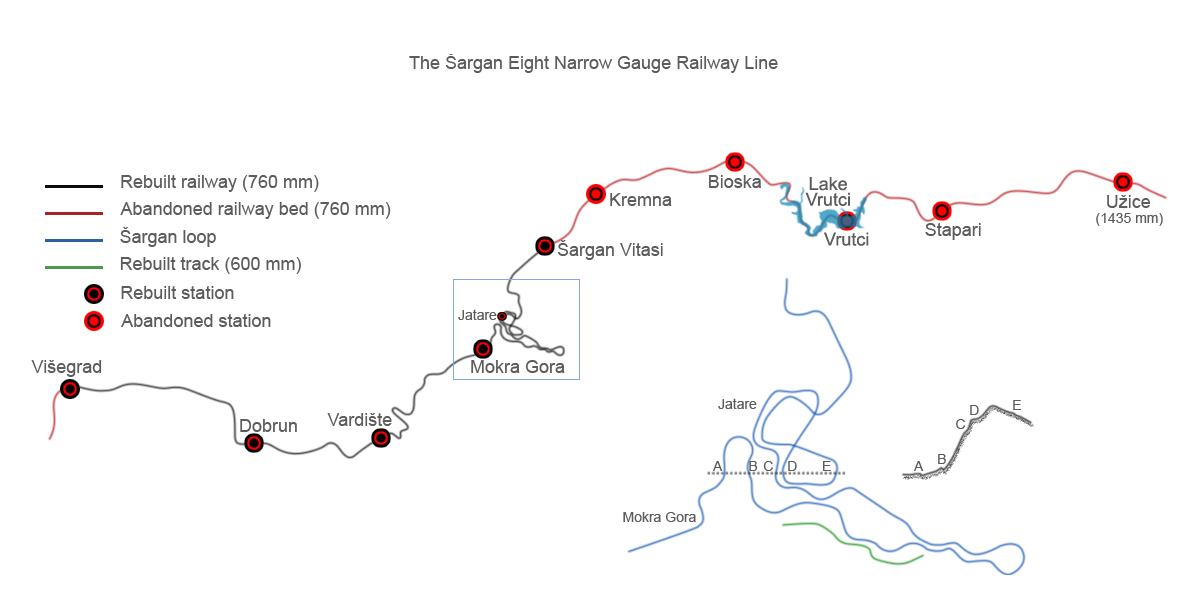
Tracciato della linea tra Užice e Višegrad.
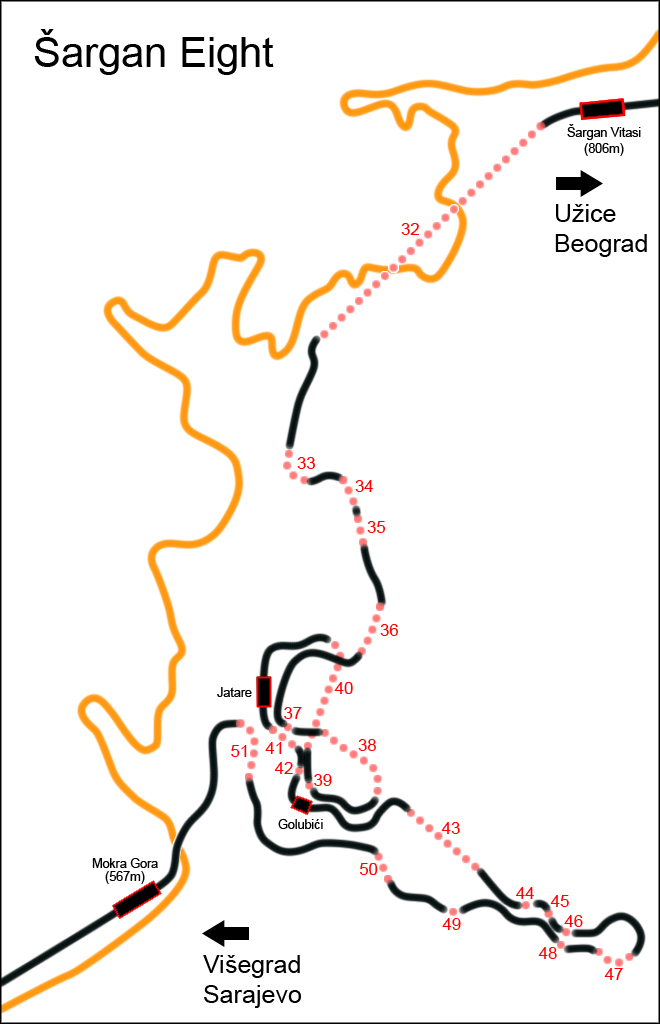
Dettaglio delle gallerie.